# WNTD
WNTD ist eine Radiostation aus Chicago, Illinois. Die Station gehört der Starboard Media Foundation, Inc und sendet ein katholisches 24-Stunden-Talkradio-Format namens Relevant Radio.
Nach diversen Formatwechseln gehörte WNTD zu der Gruppe von Radiostationen, die 2004 als erstes Affiliate von Air America Radio wurden. In dieser Zeit wurden die Shows von Al Franken, Randi Rhodes und Janeane Garofalo übertragen. Jedoch wurde das Programm nach nur zwei Wochen wieder eingestellt, weil der damalige Besitzer Multicultural Radio Broadcasting und Air America Radio einen Disput über die fälligen Gebühren hatten. Im März 2014 übernahm der heutige Besitzer Starboard Media Foundation, Inc WNTD.